# 1781 az irodalomban
Az 1781. év az irodalomban.

## Megjelent új művek

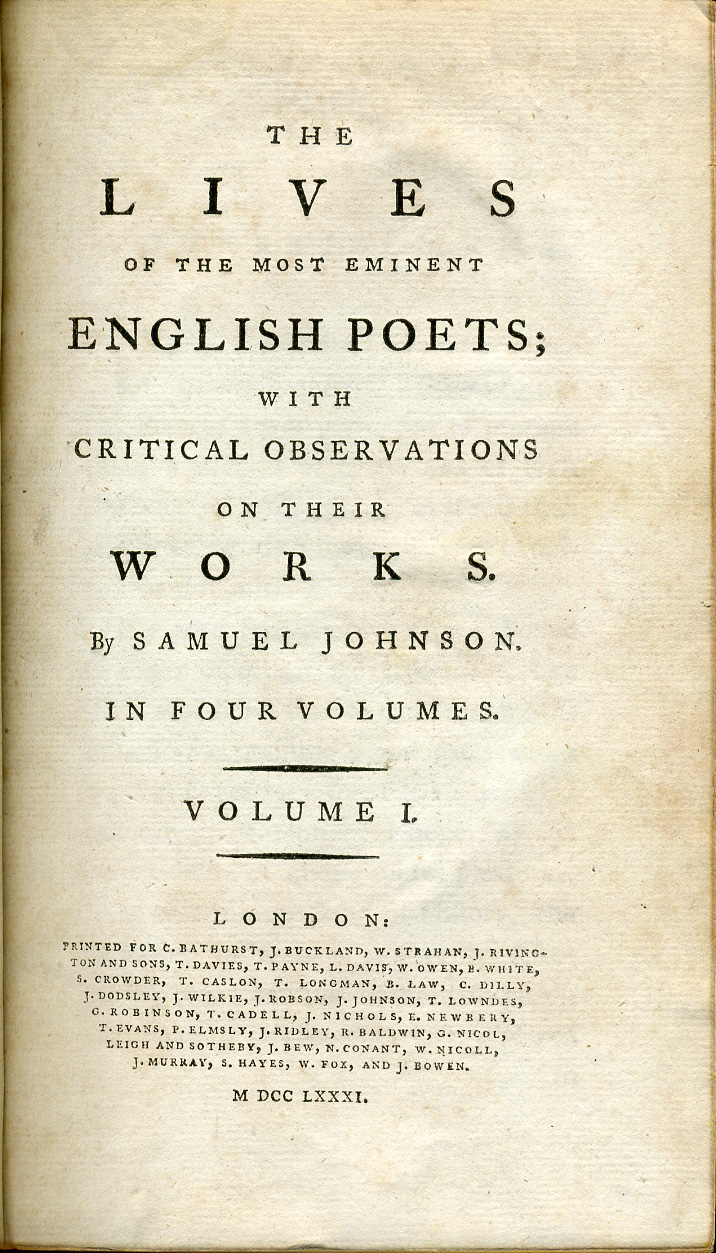
Samuel Johnson kötetének címlapja

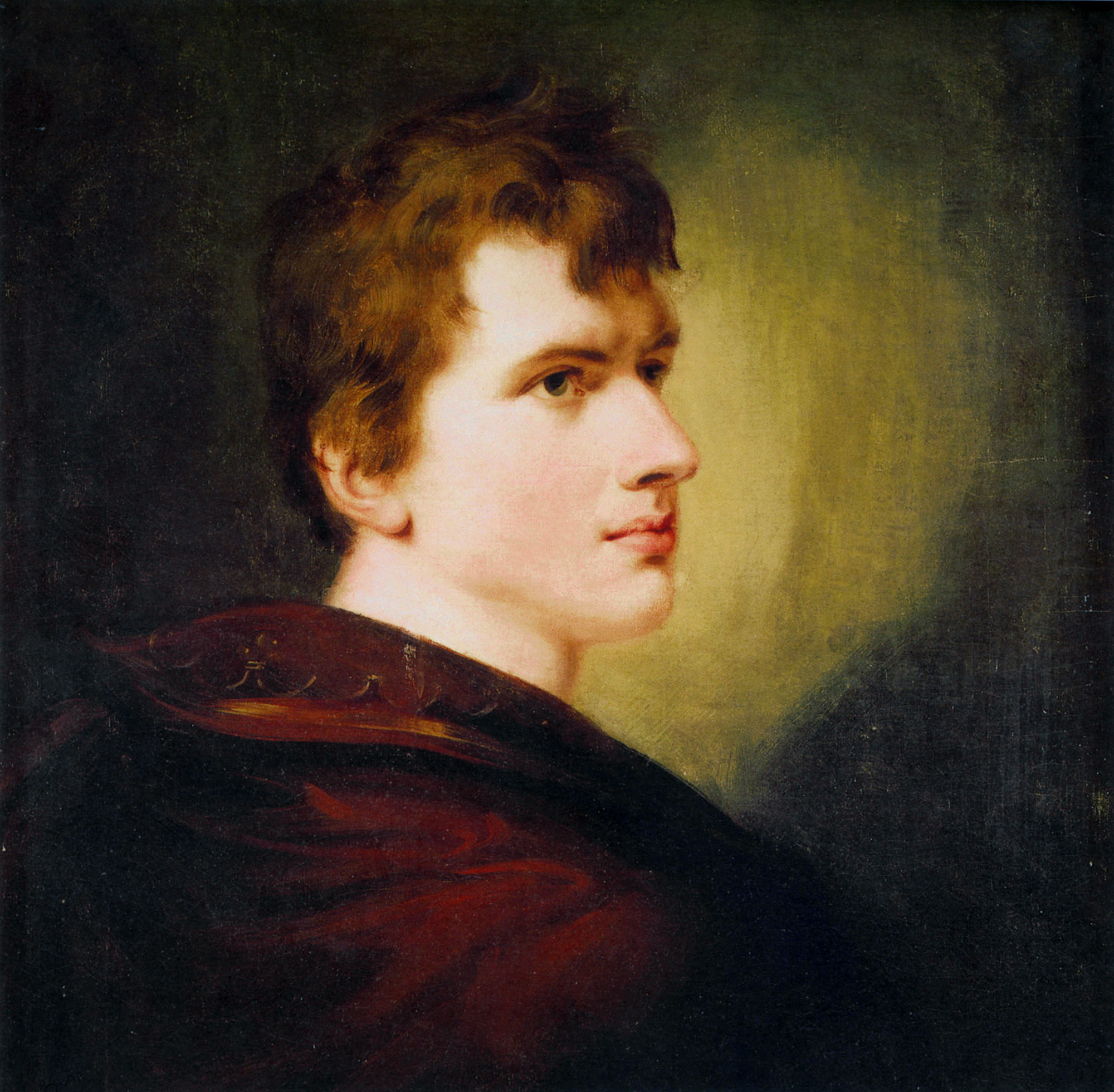
Achim von Arnim

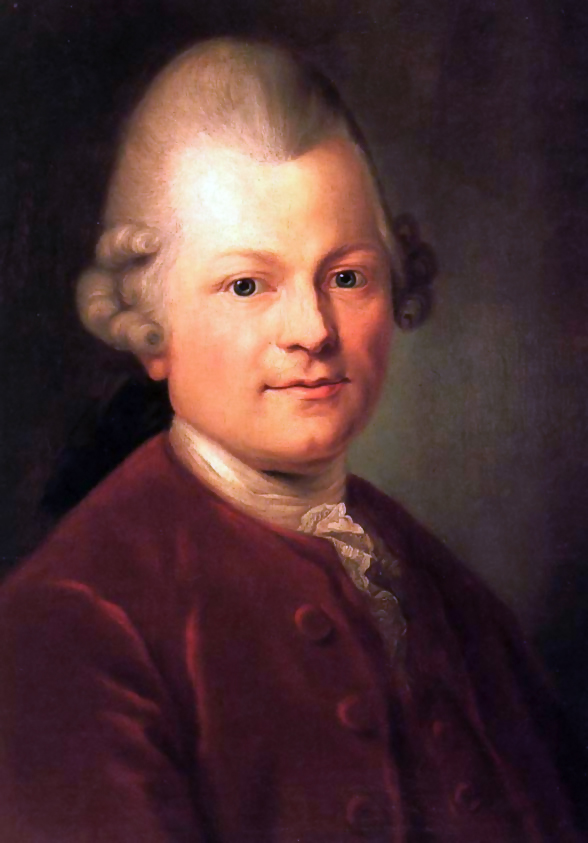
Lessing portréja

- Santa Rita Durão brazil költő legismertebb műve, a Caramuru című eposz.
- George Crabbe angol költő első ismert költeménye: The Library (A könyvtár).
- Bernardin de Saint-Pierre prózában írt poémája: L’Arcadie (Arkádia).

### Értekező próza, tanulmányok
- Önálló kötetben megjelenik Samuel Johnson 1779–1781 között folyóiratban publikált tanulmányainak sorozata: Lives of the English Poets (Angol költők élete). A könyv 52 költőt mutat be.[1]
- Edward Gibbon nagy történettudományi munkájának (1776–1788) 2. és 3. kötete: The History of the Decline and Fall of the Roman Empire (A Római Birodalom hanyatlásának és bukásának története).
- Immanuel Kant fő műve: A tiszta ész kritikája (Kritik der reinen Vernunft).
- Jean-Jacques Rousseau: Essai sur l'origine des langues (Értekezés a nyelvek eredetéről).

### Magyar irodalom
- Rájnis József, az ún. "klasszikus triász" egyik tagjának első verseskötete: A magyar Helikonra vezérlő kalauz.[2]

## Születések
- január 26. – Achim von Arnim német író, az ún. heidelbergi romantika kiemelkedő képviselője († 1831)
- január 30. – Adelbert von Chamisso  francia származású német író, botanikus; nevét viseli a németül író külföldiek számára alapított díj († 1838)
- március 6. – Ignaz Franz Castelli osztrák író, költő és színpadi szerző († 1862)

## Halálozások
- február 15. – Gotthold Ephraim Lessing német drámaíró, kritikus, esztéta, dramaturg, a felvilágosodás szellemi életének kiemelkedő alakja, a modern színházi kritika megteremtője (* 1729)
- március 17. – Johannes Ewald dán költő, drámaíró (* 1743)